# Victor Contamin

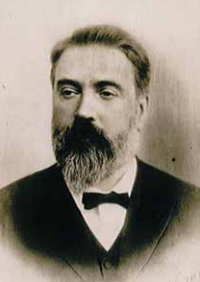
Victor Contamin

Victor Contamin (* 11. Juni 1840 in Paris; † 1893 ebenda) war ein französischer Ingenieur.
Zusammen mit dem französischen Architekten C. L. F. Dutert führte er eine Bürogemeinschaft. Ihr größtes und bekanntestes Werk ist die Galerie des Machines (Maschinenhalle) in Paris (Bau: 1887–89, anlässlich der Weltausstellung von 1889). 